# قاسم أحمد تقي العريبي
قاسم أحمد تقي العريبي هو مهندس وسياسي عراقي، ولد في مدينة الموصل سنة 1936، وتوفي في مدينة عمان في 5 تشرين الثاني 2011.
أتم دراسته في الموصل قبل أن يلتحق بقسم الهندسة المدنية في كلية الهندسة - جامعة بغداد التي تخرج منها عام 1957، وبعد تخرجه عين في شركة الأعور للمقاولات ثم مهندسا في أمانة بغداد ثم في شركة الإسمنت العراقية كما عمل سكرتيرا لنقابة المهندسين العراقيين، وقد أصبح نائبا لنقيب المهندسين من 1975 إلى 1979 ثم عين وكيلا لوزارة الصناعة والمعادن لشؤون المؤسسات.
ثم شغل منصب وزير النفط للفترة 28 حزيران 1982 إلى 11 حزيران 1986، كما شغل منصب وزير الصناعات الخفيفة بعد وفاة الوزير طارق حمد العبد الله في 17 كانون الأول 1986، وبقي في المنصب حتى 1 شباط 1987 حيث عين حاتم عبد الرشيد محمد الناصري وزيرا. كما عين وزيرا للصناعات الثقيلة في آذار 1987 حتى خلفه عبد التواب الملا حويش في 22 أيلول 1987.
عرض عليه الأمريكان تسلم منصب وزارة النفط بعد احتلال العراق لكنه رفض.
انتقل إلى مدينة عمان للعلاج من مرض السرطان، حتى توفي بعد 3 سنوات بسببه في 5 تشرين الثاني 2011.
قاسم العريبي له ثلاثة أشقاء هم عبد المطلب وقصي وعبد المهيمن وثلاث شقيقات هن أروى ورائدة ورباب، أما زوجته فهي الأستاذة بكلية الصيدلة في جامعة بغداد إلهام الفخري، ووالد كل من «الشهيدة» بان العريبي وإيمان العريبي وأحمد العريبي، وهو عم مينا العريبي مساعدة رئيس تحرير صحيفة الشرق الأوسط.